# Léopold-Frédéric de Wurtemberg
Fils aîné de Louis-Frédéric de Wurtemberg, Léopold-Frédéric de Wurtemberg né le 30 mai 1624 et décédé le 15 juin 1662, succède à son père sous la tutelle de ses oncles, Jules-Frédéric, duc de Wurtemberg-Weltingen, et Georges, landgrave de Hesse-Darmstadt, en 1631, en pleine guerre de Trente Ans. Il est aussi prince de Montbéliard.

## Les désolations de la guerre de trente ans
1632, les Suédois du roi Gustave Adolphe, venus alors au secours des protestants, pénétrèrent en Alsace, occupèrent toutes les villes fortifiées, puis prirent Belfort. Les paysans du Sundgau se soulevèrent contre cette intrusion, mais leur révolte fut durement réprimée.
1633, un corps de troupes impériales, sous les ordres du général Ernest de Montecuccoli, se rendant de Lure dans l’Alsace voisine, commit les pires violences en traversant la Principauté. 
Trois ou quatre mois après, celle-ci fut encore menacée par un autre corps de troupes impériales commandées par le duc Charles IV de Lorraine. Les circonstances furent si critiques qu’il ne resta d’autre ressource au gouvernement du comte Léopold-Frédéric que d’implorer l’appui de Louis XIII, roi de France pour empêcher la ruine complète de ses États. Le roi de France envoya à Montbéliard 8 000 hommes de troupe. Ce fut une nouvelle occupation Française, qui dura 17 ans. Les garnisons françaises défendirent les places de Montbéliard, d’Héricourt et de Blamont, mais ne purent empêcher les campagnes d’être ravagées à différentes reprises par les troupes de l'empereur Ferdinand II jusqu’en 1637.

## LaFuriaLorraine
La Principauté, traversée et envahie sans cesse par les armées belligérantes, obligée d'entretenir des garnisons considérables, ravagée par la disette, se vidait de ses habitants.
Alors même que ses duchés étaient ravagés par les troupes Suédoises, le duc de Lorraine et de Bar Charles IV et son armée, composée de 15 000 hommes, envahirent la Principauté au commencement d'avril 1635. Cette invasion fut celle qui fit le plus de mal au pays. 
Après des tentatives infructueuses pour s’emparer de Montbéliard, d’Héricourt et de Blamont ; elle se dédommagea de ses échecs en pillant, ravageant, dévastant les campagnes, en y promenant l’incendie et en y commettant d’horribles excès pendant plus de trois semaines. 
Les chroniqueurs rapportèrent que partout, on dévorait l'herbe, les racines, les feuilles, les rats, les souris et les cadavres pendus pour se nourrir ! Pour comble de maux à la guerre et à la famine, se joignit une peste si affreuse, qu’on n’en avait, de mémoire, jamais connu de semblable.

## Famines et épidémies
Elle se manifesta d’abord à Montbéliard en juin 1635 où elle causa 2 000 décès, puis elle se propagea dans le pays tout entier. Les habitants, dénués de tout, mouraient sans secours, livrés aux tourments de la faim et aux horreurs de la maladie. La mortalité fut si grande qu'on dut ouvrir des fosses profondes, loin des habitations, pour ensevelir les morts. On estime que la moitié des habitants de la Franche-Comté disparurent au cours de cette période.

## La paix ou le comte en ses États
Le théâtre de la guerre commença à s’éloigner du pays de Montbéliard en 1638, jusqu'au traité de Westphalie de 1648.
Léopold-Frédéric put enfin prendre possession du comté et de ses dépendances ; la guerre ne lui ayant pas permis de recevoir l'hommage de ses sujets, les habitants de Montbéliard ne lui prêtèrent serment qu'en juillet 1651. 
Le comte mourut à Montbéliard le dimanche 15 juin 1662, alors qu'il assistait au service divin. Bien que marié à sa cousine Sybille de Wurtemberg, il ne laissait pas de descendance.

## La succession
Louis-Frédéric de Wurtemberg, son père, avait épousé en secondes noces, Anne-Eléonore, fille de Jean-Casimir, comte de Nassau-Sarrebruck-Weilbourg, dont il avait eu un fils, Georges (Georg) qui succéda à son demi-frère dans tous ses états. Il prit alors, comme lui, les titres de duc de Wurtemberg et de comte de Montbéliard, suivis de seigneur de Blamont, de Clémont, d’Héricourt, de Châtelot. Les habitants de Montbéliard lui prêtèrent serment de fidélité dès le 31 juillet 1662.

## Sources
- Le Roman d'une Principauté, D. Seigneur. Éditions Cêtre - Besançon.